# Commanderie de Guizengeard
La commanderie Saint-Jean-Baptiste de Guizengeard est une commanderie hospitalière supposée d'origine templière, située à Guizengeard, en Charente, au sud-ouest d'Angoulême. Sa chapelle est l'actuelle église paroissiale, entourée de son cimetière.

## Historique
Aucun document n'atteste avec certitude la fondation de la commanderie de Guizengeard par les Templiers.
Certains auteurs l'ont reconnue comme la commanderie templière de la Lande, citée dans un accord par l'abbé Adémar de La Couronne en 1212 : « Haec facta sunt apud Landam, in domo Templiorum de Landâ ».
Mais l'enquête pontificale de 1373 distingue bien le Temple de Guizengeard de celui de la Lande comme deux maisons différentes.
En tout cas, Guizengeard a dépendu au XIVe siècle de la commanderie du Deffend au Tâtre,,.
Le Temple de la Lande, lui, après la dissolution de l'ordre du Temple lors du concile de Vienne en 1312, ne serait pas passé aux chevaliers hospitaliers de Saint-Jean de Jérusalem comme la plupart des biens templiers de la région, mais aux Antonins, et aurait dépendu par la suite de l'hôpital de Saint-Antoine de Boutiers,.
Au XVe siècle, Guizengeard fut rattaché avec le Deffend à la commanderie des Épeaux.
Lors des guerres de Religion, l'église fut endommagée, ce que nous apprend une visite prieurale de 1565, et plus aucun domaine ne dépendait de l'Hôpital à Guizengeard.
La chapelle de la commanderie est ensuite devenue peu à peu église paroissiale au XVIIe siècle, tout en étant une annexe des paroisses voisines (Boisbreteau et Oriolles).

## Description
Le chevet date du XIIe siècle et la nef ainsi que le portail ont été refaits en 1854.
Bizarrement, le chevet est un rectangle plus petit, qui s'emboîte dans la nef. Le chevet possède deux baies, et devait en posséder trois d'après la tradition templière.
La façade est chapeautée d'un clocher-arcade qui possède la plus vieille cloche de Charente, datant de 1495. L'église a aussi été restaurée en 2010.
Les bâtiments conventuels ont été détruits et l'église est entourée de son cimetière, à l'écart de toute habitation.

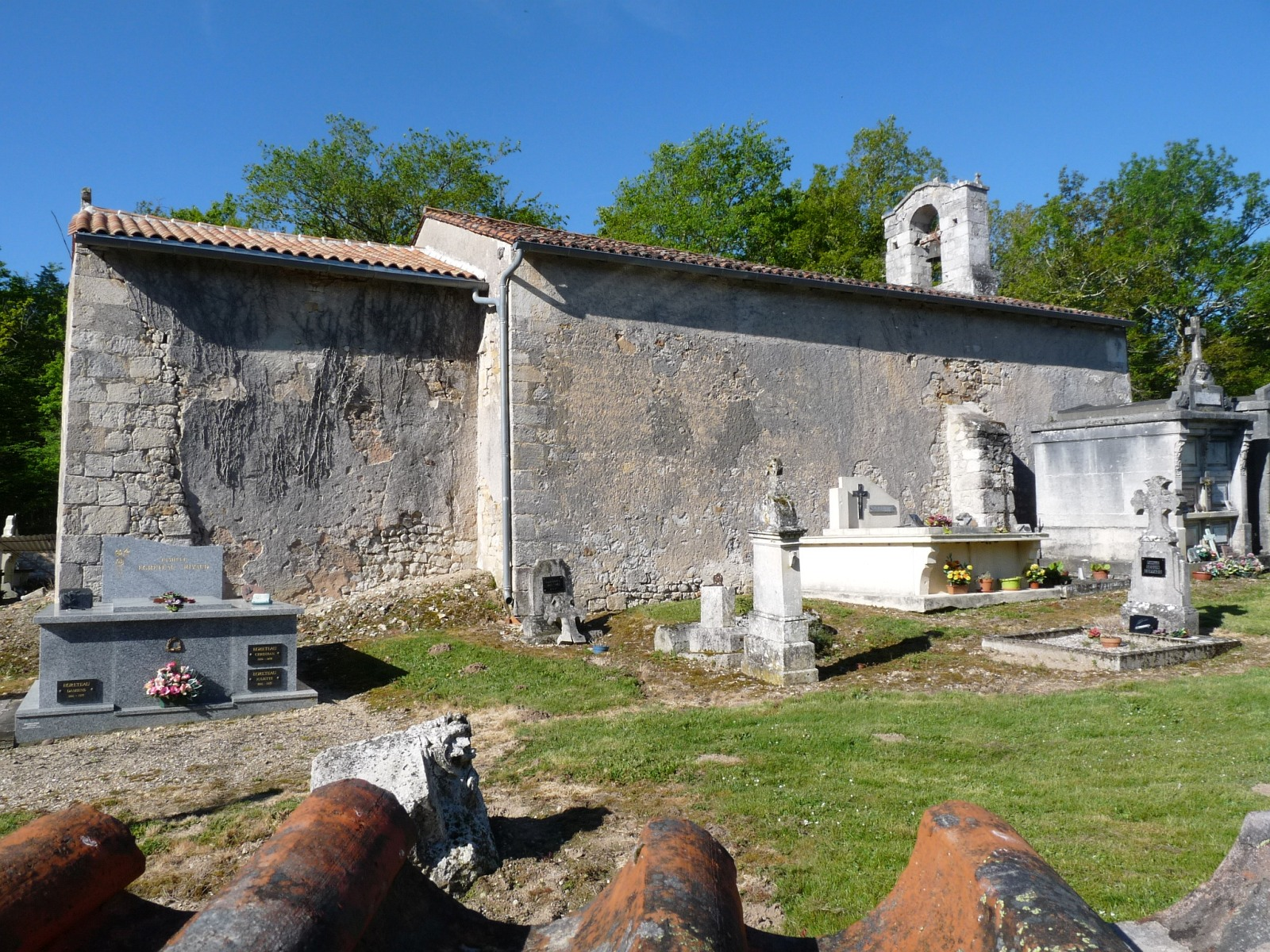
L'église entourée du cimetière
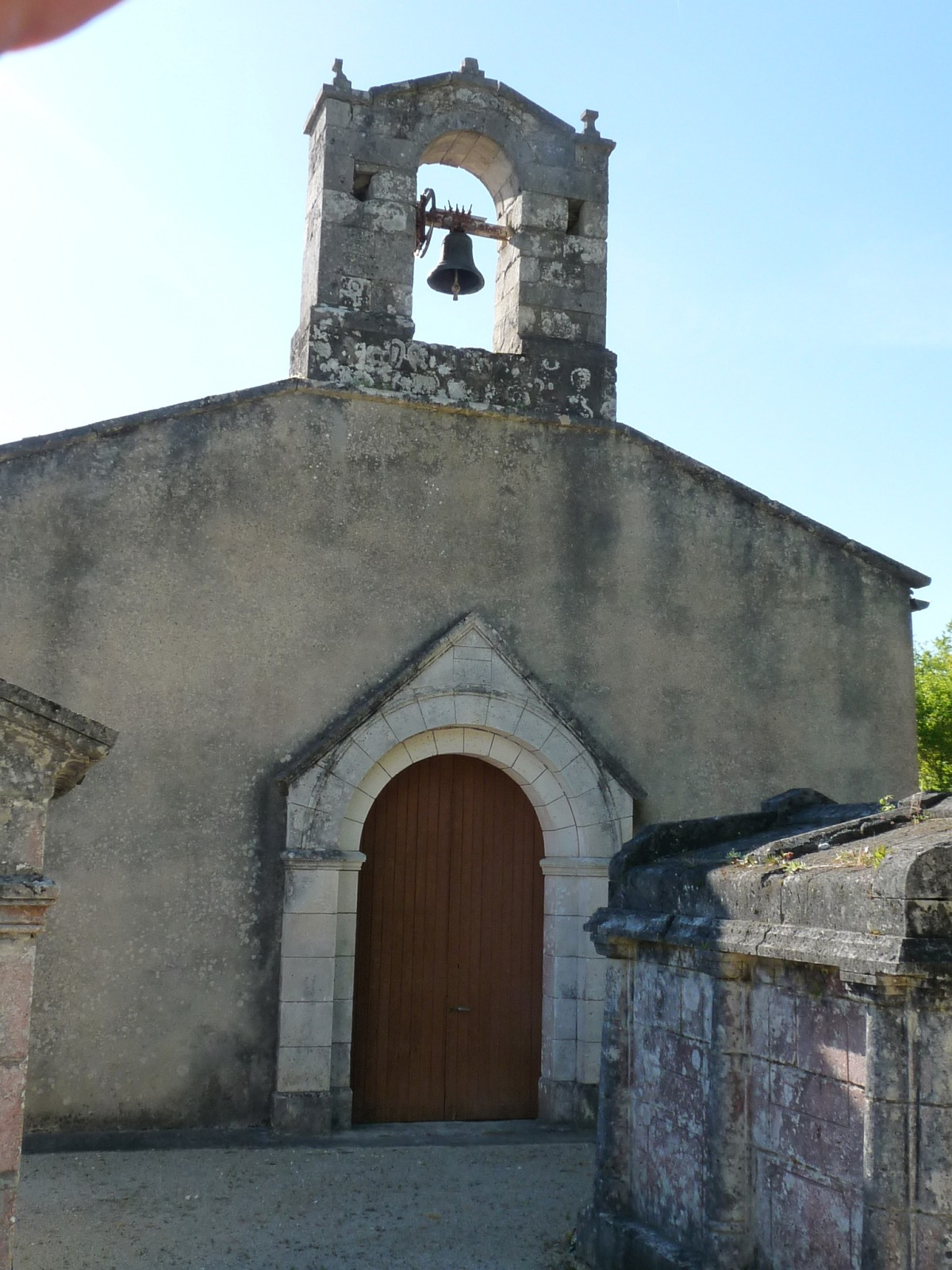
La façade
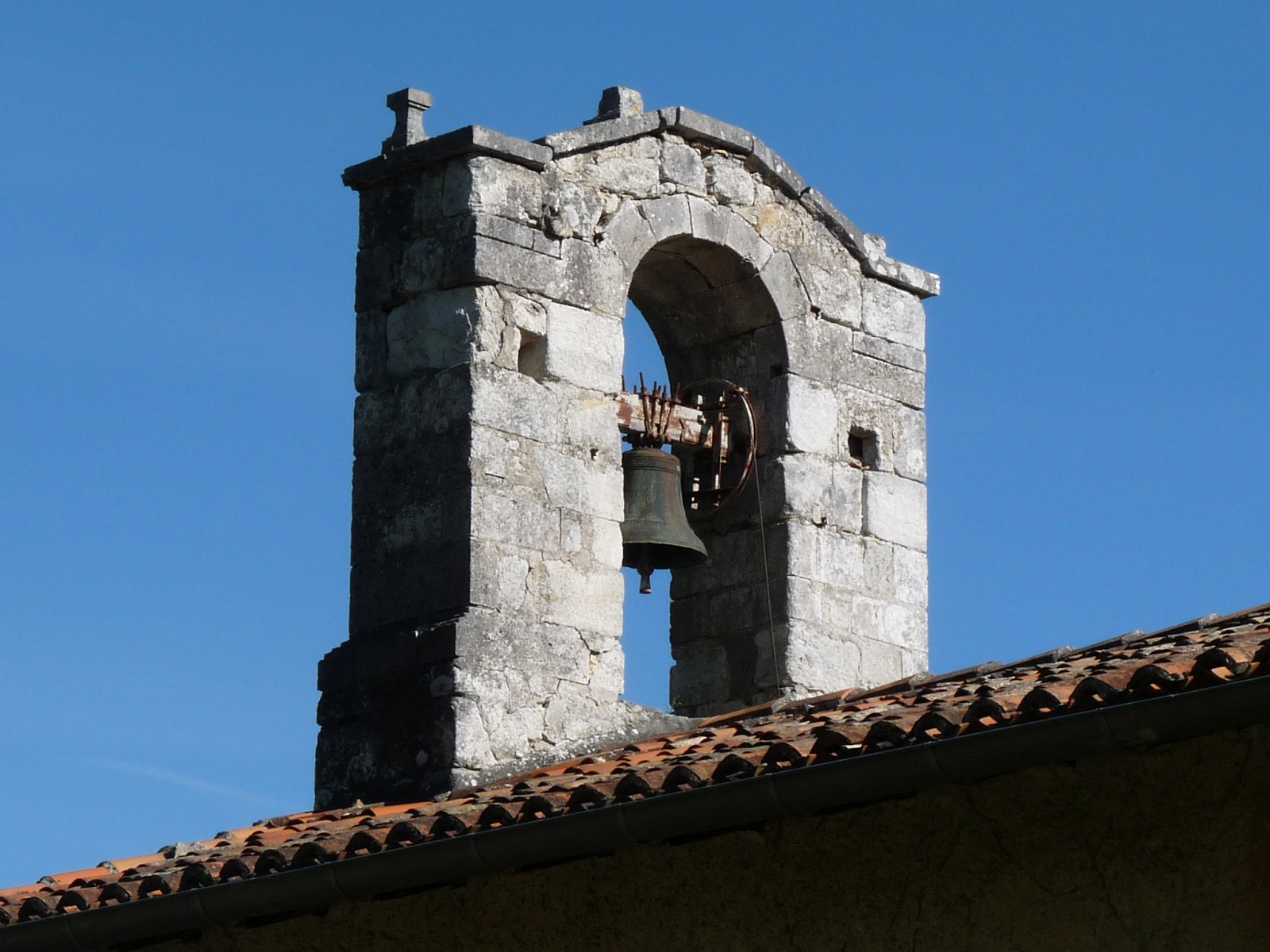
Le clocher en arcade et sa cloche de 1495
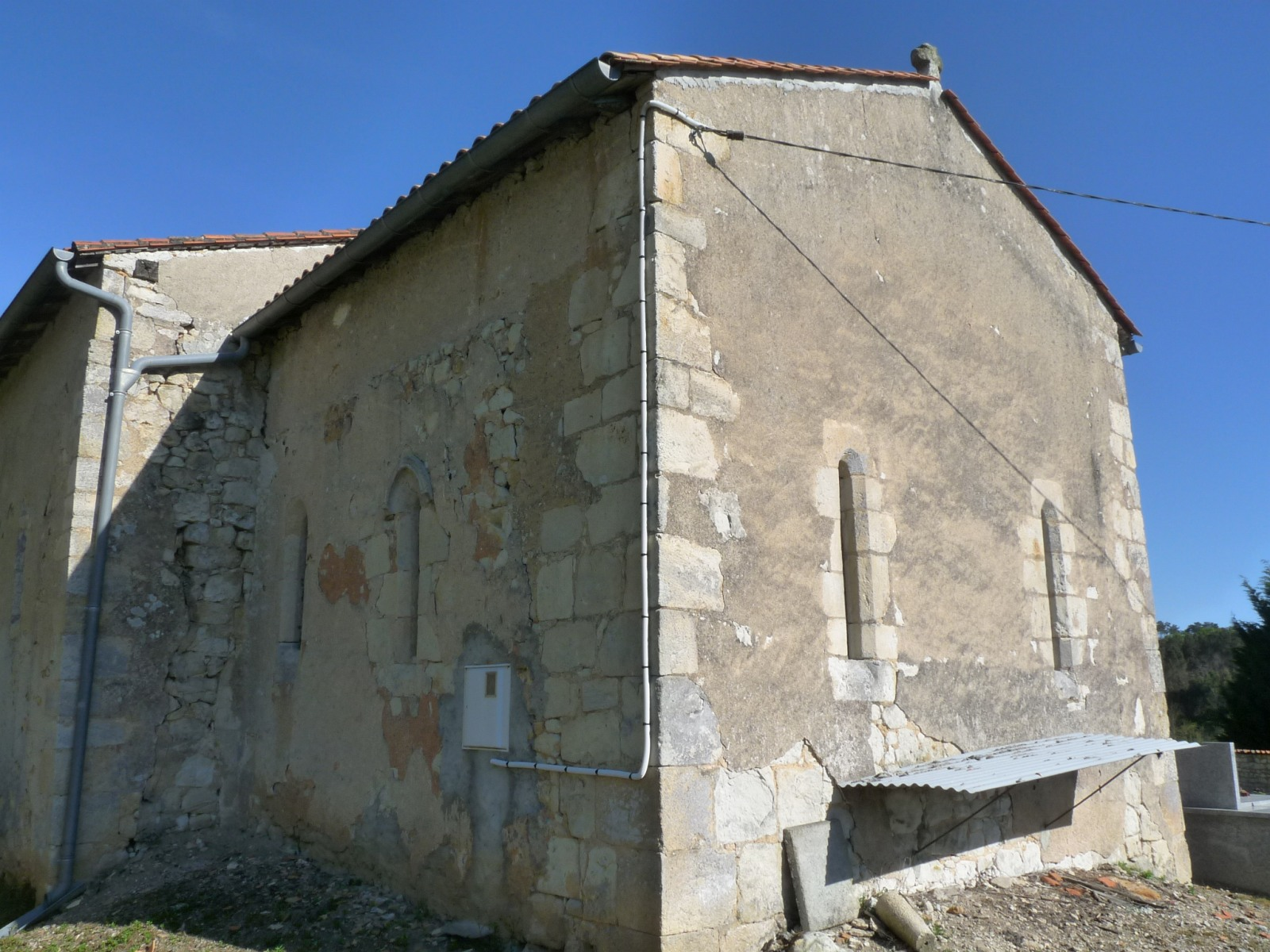
Le chevet plat et ses deux baies en lancettes